# Општина Бистрец
Општина Бистрец (рум. Comuna Bistreț) је општина у жупанији Долж у Румунији. Седиште општине је насеље Бистрец. Према попису из 2021. у општини је живело 4.211 становника. Простире се на површини од 122,20 km².

## Становништво
Општина Бистрец је на попису 2021. године имала 4.211 становника, за 145 мање (-3,33%) од претходног пописа 2011. године када је било 4.356 становника. Већину становништва чине Румуни.
| Етнички састав према попису из 2021.‍ | Етнички састав према попису из 2021.‍ | Етнички састав према попису из 2021.‍ | Етнички састав према попису из 2021.‍ | Етнички састав према попису из 2021.‍ |
| ------------------------------------ | ------------------------------------ | ------------------------------------ | ------------------------------------ | ------------------------------------ |
|                                      |                                      |                                      |                                      |                                      |
| Румуни                               | Румуни                               |                                      | 3.453                                | 82,00%                               |
| Роми                                 | Роми                                 |                                      | 499                                  | 11,85%                               |
| Непознато                            | Непознато                            |                                      | 259                                  | 6,15%                                |

### Насеља
Општина се састоји из 4 насеља.
| Насеље          | Изворни назив | Бр. ст. (2011) | Бр. ст. (2021) |
| --------------- | ------------- | -------------- | -------------- |
| Бистрец         |               | 2.445          | 2.412          |
| Бистрецу Ноу    |               | 922            | 923            |
| Брандуша        |               | 158            | 92             |
| Плоска          |               | 831            | 784            |
| Општина Бистрец |               | 4.356          | 4.211          |